# Sula (marca)
Sula es una de las marcas más grandes de Honduras de productos lácteos y jugos de fruta una de las pocas marcas hondureñas para vender productos a nivel internacional, incluyendo en los Estados Unidos de América.

## Historia
Sula fue fundada en San Pedro Sula, Honduras en 1960, como un proyecto social en alianza con UNICEF. el objetivo del proyecto fue la instalación de una planta de producción láctea en el norte de Honduras. después de un proceso de privatización, la marca fue adquirida por Lacthosa en marzo de 1992, poco después Lacthosa había sido establecido por el empresario hondureño Schucry Kafie. Lacthosa había revitalizado la marca Sula mediante la introducción de nuevos productos, especialmente jugo de naranjas y zumos de frutas, crema, maltas e inversión en tecnología moderna.

## Productos y exportando

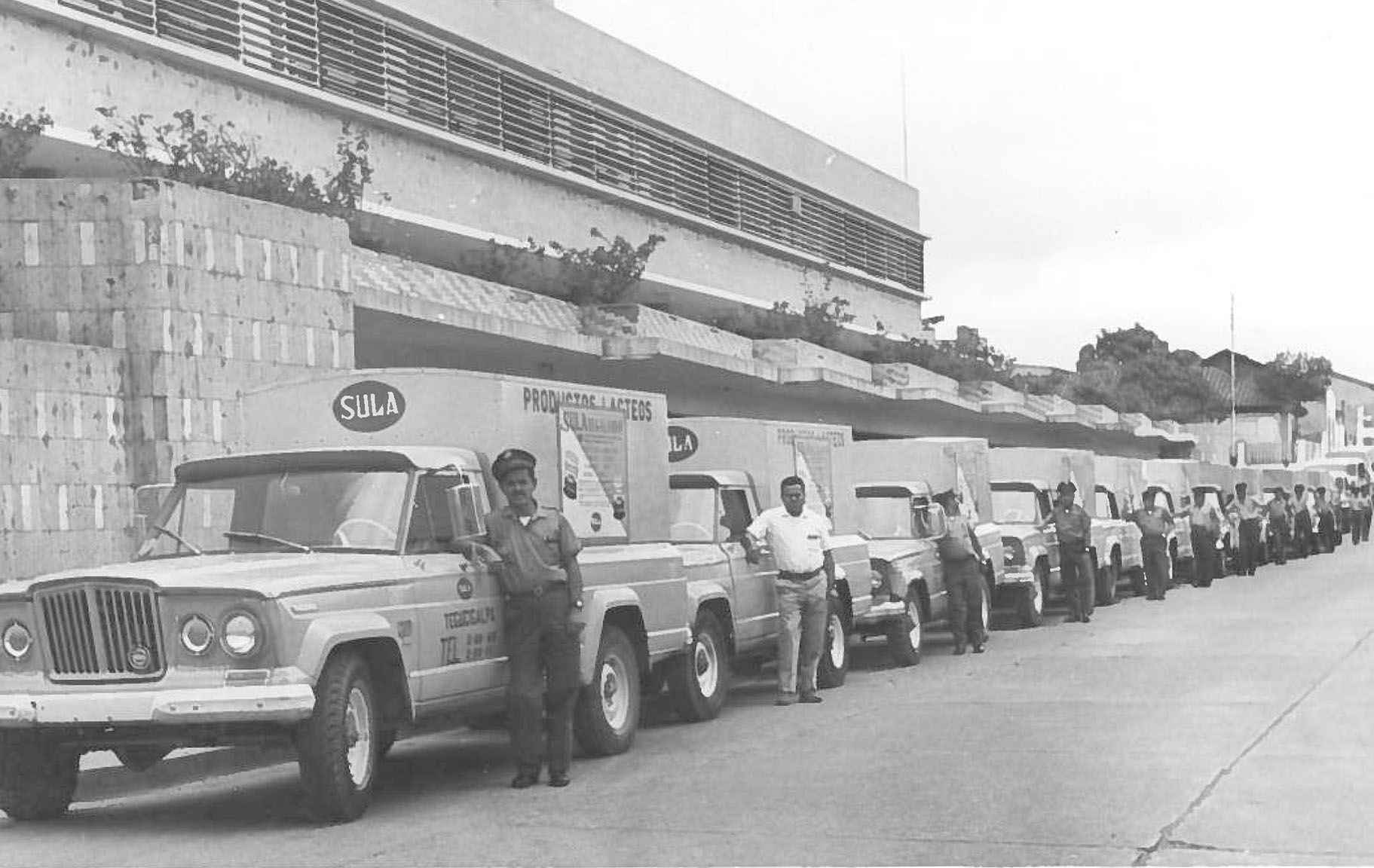
Sula Antique Milk Truck Dealers, Unknown Date.

Jugo productos ahora incluyen variedades de Jugo de naranja, Jugo de manzana, jugo de piña , Guayaba, tamarindo y néctar de melocotón. a partir de 2017, Sula sigue siendo una subsidiaria de Lacthosa y es el principal productor de zumos y néctares de Lacthosa y el nombre bajo el cual se venden estos productos.
La marca Sula ha sido descrita como "la marca de la estrella" de Lacthosa y es también la marca bajo la cual los productos se exportan a otros países de América Central y a los Estados Unidos. en mediados de los 90s la marca Sula fue colocada para la venta en Guatemala y El Salvador, y en septiembre de 2001 Lacthosa ingresó al mercado de Estados Unidos después de recibir un permiso de exportación de la Food and Drug Administration1 de Estados Unidos. En enero de 2015, Lacthosa invirtió $ 15 millones para ampliar la producción de jugo y permitir la exportación de sus productos a un mayor número de mercados internacionales. los países a los que la empresa exporta productos ahora incluyen al El Salvador, Guatemala, República Dominicana, y los Estados Unidos de América (principalmente Florida y Texas). Lacthosa las exportaciones, principalmente bajo el nombre "Sula", cuenta el setenta por ciento de la exportación de productos lácteos y sus derivados de Honduras.
En octubre de 2016, Sula se unió con un número de otras compañías y organizaciones de diversas zonas de Honduras en incorporándose con Honduras de la Marca País, que permite Sula llevar el sello de la marca de Honduras como parte de una iniciativa nacional para promover la inversión, las exportaciones, el turismo y el orgullo nacional.